# 1952 en sports équestres
Chronologie des sports équestres
- 1951 en sports équestres - 1952 en sports équestres - 1953 en sports équestres

Cet article présente les faits marquants de l'année 1952 en sports équestres.

## Événements

### Juillet
- 28 juillet 1952 au 2 août 1952 : épreuves d'équitation aux jeux olympiques à Helsinki (Finlande). La participation aux épreuves d'équitation des jeux olympiques n'est plus limitée aux officiers militaires : les civils et les femmes peuvent concourir[1].